# Spellbrook
Spellbrook è un paese di 275 abitanti della contea dell'Hertfordshire, in Inghilterra.